# Паркман, Френсис
Френсис Паркман (16 сентября 1823, Бостон, Массачусетс — 8 ноября 1893, Ямайка-Плэйн, Массачусетс) — американский историк и литератор.

## Биография

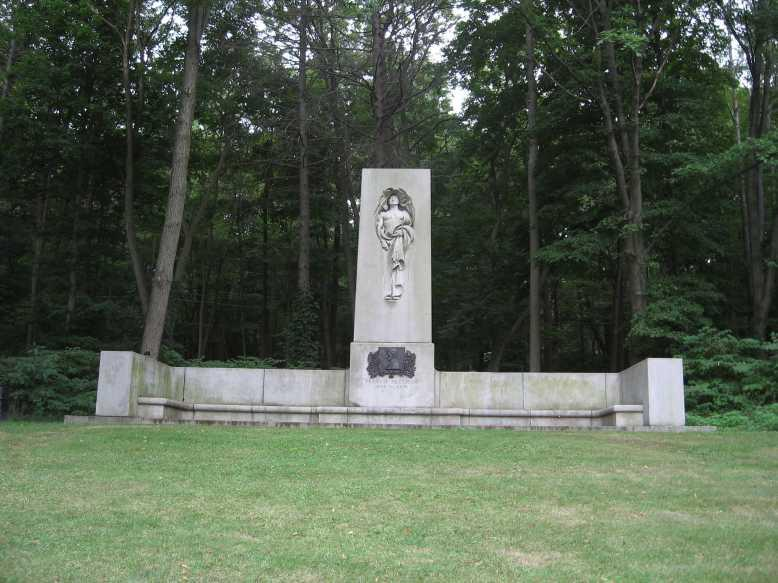
Памятник Френсису Паркману

Родился в богатой семье, сын священника. С детства имел проблемы со здоровьем. С 1831 учился в частной школе, в 1840 году поступил в Гарвардский колледж. До окончания учёбы родители отправили его в турне по Европе, во время которого он посетил некоторые из островов Средиземноморья, Италию, Швейцарию, Францию и Шотландию, побывал в Альпах, Апеннинских горах, поднялся на Везувий. Путешествие длилось с ноября 1843 до июня 1844 года.
Осенью 1844 окончил юридическую школу. В 1845 году стал публиковать свои первые статьи в журналах Америки. В 1846 году продолжил ознакомительные поездки, отправившись в Нью-Йорк, Балтимор. Побывал на Западе Америки, некоторое время жил среди индейцев сиу.
Совершив путешествие в Скалистые горы, описал его в «Oregon trail. Prairie and Rocky Mountain life» (1849). Его исторические сочинения, основанные на архивных исследованиях и написанные весьма увлекательно, выдержали множество изданий.
В том же году у Паркера снова проявились проблемы со здоровьем. В 1856 году он отправился в Канаду, а затем во Францию, для поправки здоровья. В 1889 он стал доктором права.
Умер в своем доме после непродолжительной болезни.
В Бостоне Френсису Паркману поставлен памятник, работы скульптора Даниэля Честера Френча.

## Творчество
Паркман является одним из наиболее заметных национальных историков США, известный своими трудами по истории Северной Америки в период колониализма. Его работы получили высокую оценку историков.
Автор «The Oregon Trail: Sketches of Prairie and Rocky-Mountain Life» и монументального семитомного труда «France and England in North America». Эти работы до сих пор ценятся не только как литературное произведение, но и как интересный исторический источник.
Френсис Паркман был также одним из ведущих садоводов Северной Америки, некоторое время состоял профессором садоводства в Гарвардском университете, автор нескольких книг на эту тему.

## Избранные труды
- The Oregon Trail (1847)
- History of the conspiracy of Pontiac (1851)
- Vassall Morton (1856), Novelle
- The Pioneers of France in the New World (1865)
- The Book of Roses (1866)
- The Jesuits in North America in the Seventeenth Century (1867)
- La Salle and the Discovery of the Great West (1869)
- The Old Régime in Canada (1874)
- Count Frontenac and New France under Louis XIV (1877)
- Montcalm and Wolfe (1884)
- A Half Century of Conflict (1892)
- The Journals of Francis Parkman. Two Volumes. Edited by Mason Wade. New York: Harper, 1947.
- The Letters of Francis Parkman. Two Volumes. Edited by Wilbur R. Jacobs. Norman: U of Oklahoma P, 1960

Его «Complete Works» изданы в Бостоне в 1893 г.

## Источник
- Паркман, Франсис // Энциклопедический словарь Брокгауза и Ефрона : в 86 т. (82 т. и 4 доп.). — СПб., 1890—1907.